# Arsenal Football Club 2005-2006
Questa voce raccoglie le informazioni riguardanti l'Arsenal nelle competizioni ufficiali della stagione 2005-2006.

## Maglie e divise
| Casa | Trasferta | Terza divisa |  |

## Organico

### Rosa
| N. |                        | Ruolo | Calciatore         |
| -- | ---------------------- | ----- | ------------------ |
| 1  | Germania (bandiera)    | P     | Jens Lehmann       |
| 2  | Francia (bandiera)     | C     | Abou Diaby         |
| 3  | Inghilterra (bandiera) | D     | Ashley Cole        |
| 7  | Francia (bandiera)     | C     | Robert Pirès       |
| 8  | Svezia (bandiera)      | C     | Fredrik Ljungberg  |
| 9  | Spagna (bandiera)      | A     | José Antonio Reyes |
| 10 | Paesi Bassi (bandiera) | A     | Dennis Bergkamp    |
| 11 | Paesi Bassi (bandiera) | A     | Robin van Persie   |
| 12 | Camerun (bandiera)     | D     | Lauren             |
| 13 | Bielorussia (bandiera) | C     | Aljaksandr Hleb    |
| 14 | Francia (bandiera)     | A     | Thierry Henry      |
| 15 | Spagna (bandiera)      | C     | Cesc Fàbregas      |
| 16 | Francia (bandiera)     | C     | Mathieu Flamini    |
| 17 | Camerun (bandiera)     | C     | Alexandre Song     |
| 18 | Francia (bandiera)     | D     | Pascal Cygan       |
| 19 | Brasile (bandiera)     | C     | Gilberto Silva     |

| N. |                              | Ruolo | Calciatore        |
| -- | ---------------------------- | ----- | ----------------- |
| 20 | Svizzera (bandiera)          | D     | Philippe Senderos |
| 22 | Francia (bandiera)           | D     | Gaël Clichy       |
| 23 | Inghilterra (bandiera)       | D     | Sol Campbell      |
| 24 | Spagna (bandiera)            | P     | Manuel Almunia    |
| 25 | Togo (bandiera)              | A     | Emmanuel Adebayor |
| 27 | Costa d'Avorio (bandiera)    | D     | Emmanuel Eboué    |
| 28 | Costa d'Avorio (bandiera)    | D     | Kolo Touré        |
| 29 | Svezia (bandiera)            | C     | Sebastian Larsson |
| 31 | Trinidad e Tobago (bandiera) | D     | Justin Hoyte      |
| 32 | Inghilterra (bandiera)       | A     | Theo Walcott      |
| 33 | Danimarca (bandiera)         | A     | Nicklas Bendtner  |
| 36 | Svizzera (bandiera)          | D     | Johan Djourou     |
| 38 | Inghilterra (bandiera)       | C     | Kerrea Gilbert    |
| 41 | Italia (bandiera)            | A     | Arturo Lupoli     |
| 44 | RD del Congo (bandiera)      | C     | Fabrice Muamba    |
| 45 | Irlanda (bandiera)           | A     | Anthony Stokes    |

## Calciomercato

### Sessione estiva
| Acquisti         | Acquisti         | Acquisti        | Acquisti                  |
| R.               | Nome             | da              | Modalità                  |
| ---------------- | ---------------- | --------------- | ------------------------- |
| C                | Aleksandr Hleb   | Stoccarda       | definitivo (15 milioni €) |
| C                | Alexander Song   | Bastia          | definitivo (4 milioni €)  |
| P                | Vito Mannone     | Atalanta        | definitivo (500 mila €)   |
| P                | Mart Poom        | Sunderland      | gratuito                  |
| Altre operazioni |                  |                 |                           |
| R.               | Nome             | da              | Modalità                  |
| C                | Jermaine Pennant | Birmingham City | fine prestito             |
| C                | Sebastian Svärd  | Brøndby         | fine prestito             |

| Cessioni         | Cessioni             | Cessioni          | Cessioni                  |
| R.               | Nome                 | a                 | Modalità                  |
| ---------------- | -------------------- | ----------------- | ------------------------- |
| C                | Patrick Vieira       | Juventus          | definitivo (20 milioni €) |
| C                | Jermaine Pennant     | Birmingham City   | definitivo (750 mila €)   |
| C                | Edu                  | Valencia          | gratuito                  |
| P                | Stuart Taylor        | Aston Villa       | gratuito                  |
| C                | David Bentley        | Blackburn         | prestito                  |
| A                | Jérémie Aliadière    | Celtic            | prestito                  |
| A                | Jérémie Aliadière    | West Ham Utd      | prestito                  |
| D                | Justin Hoyte         | Sunderland        | prestito                  |
| Altre operazioni |                      |                   |                           |
| R.               | Nome                 | da                | Modalità                  |
| C                | Ólafur Ingi Skúlason | Brentford         | gratuito                  |
| D                | Daniel Karbassiyoon  | Burnley           | gratuito                  |
| D                | Frankie Simek        | Sheffield Weds    | gratuito                  |
| C                | Sebastian Svärd      | Vitória Guimarães | prestito                  |
| P                | Graham Stack         | Reading           | prestito                  |

### Sessione invernale
| Acquisti         | Acquisti          | Acquisti     | Acquisti                    |
| R.               | Nome              | da           | Modalità                    |
| ---------------- | ----------------- | ------------ | --------------------------- |
| A                | Theo Walcott      | Southampton  | definitivo (10,5 milioni €) |
| A                | Emmanuel Adebayor | Monaco       | definitivo (10 milioni €)   |
| C                | Abou Diaby        | Auxerre      | definitivo (3 milioni €)    |
| A                | Carlos Vela       | Guadalajara  | definitivo (3 milioni €)    |
| Altre operazioni |                   |              |                             |
| R.               | Nome              | da           | Modalità                    |
| C                | David Bentley     | Blackburn    | fine prestito               |
| A                | Jérémie Aliadière | West Ham Utd | fine prestito               |

| Cessioni         | Cessioni            | Cessioni      | Cessioni                    |
| R.               | Nome                | a             | Modalità                    |
| ---------------- | ------------------- | ------------- | --------------------------- |
| A                | Quincy Owusu-Abeyie | Spartak Mosca | definitivo (2,5 milioni €)  |
| C                | David Bentley       | Blackburn     | definitivo (1,75 milioni €) |
| A                | Jérémie Aliadière   | Wolverhampton | prestito                    |
| A                | Carlos Vela         | Celta Vigo    | prestito                    |
| Altre operazioni |                     |               |                             |
| R.               | Nome                | da            | Modalità                    |
| C                | Patrick Cregg       | Falkirk       | n.d.                        |

## Risultati

### Premier League
| Arbitro: | Bennett |

|                                 |           |  |
| Henry 81’ (rig.) van Persie 87’ | Marcatori |  |

| Arbitro: | Poll |

|            |           |  |
| Drogba 73’ | Marcatori |  |

| Arbitro: | Clattenburg |

|                                 |           |            |
| Cygan 32’, 90+1’ Henry 53’, 82’ | Marcatori | 22’ Jensen |

| Arbitro: | Poll |

|                 |           |  |
| Luis García 87’ | Marcatori |  |

| Arbitro: | Riley |

|                          |           |             |
| Yakubu 40’ Maccarone 59’ | Marcatori | 90+3’ Reyes |

| Arbitro: | Wiley |

|                   |           |  |
| Campbell 11’, 30’ | Marcatori |  |

| Londra 24 settembre 2005, ore 15:00 WEST 7ª giornata | West Ham Utd | 0 – 0 referto | Arsenal | Upton Park (34 281 spett.)\| Arbitro: \| Dean \| |
| Arbitro:                                             | Dean         |               |         |                                                  |

| Arbitro: | Foy |

|                     |           |  |
| Clemence 80’ (aut.) | Marcatori |  |

| Arbitro: | Knight |

|                     |           |              |
| Kanu 37’ Carter 76’ | Marcatori | 17’ Senderos |

| Arbitro: | Riley |

|                  |           |  |
| Pires 61’ (rig.) | Marcatori |  |

| Arbitro: | Bennett |

|          |           |           |
| King 17’ | Marcatori | 77’ Pires |

| Arbitro: | Wiley |

|                               |           |            |
| van Persie 12’ Henry 36’, 82’ | Marcatori | 75’ Stubbs |

| Arbitro: | Poll |

|                        |           |                               |
| Camara 28’ Bullard 45’ | Marcatori | 11’ van Persie 21’, 41’ Henry |

| Arbitro: | Foy |

|                                      |           |  |
| Fàbregas 4’ Henry 45’ van Persie 90’ | Marcatori |  |

| Arbitro: | Webb |

|                                    |           |  |
| Diagne-Faye 20’ Giannakopoulos 32’ | Marcatori |  |

| Arbitro: | Gallagher |

|            |           |  |
| Solano 82’ | Marcatori |  |

| Arbitro: | Styles |

|  |           |                        |
|  | Marcatori | 39’ Robben 73’ J. Cole |

| Arbitro: | Bennett |

|  |           |           |
|  | Marcatori | 58’ Reyes |

| Arbitro: | Clattenburg |

|                                             |           |  |
| Bergkamp 7’ Reyes 13’ Henry 37’, 43’ (rig.) | Marcatori |  |

| Birmingham 31 dicembre 2005, ore 12:45 WET 20ª giornata | Aston Villa | 0 – 0 referto | Arsenal | Villa Park (37 114 spett.)\| Arbitro: \| Rennie \| |
| Arbitro:                                                | Rennie      |               |         |                                                    |

| Londra 3 gennaio 2006, ore 20:00 WET 21ª giornata | Arsenal | 0 – 0 referto | Manchester Utd | Highbury (38 313 spett.)\| Arbitro: \| Poll \| |
| Arbitro:                                          | Poll    |               |                |                                                |

| Arbitro: | Styles |

|                                                                          |           |  |
| Henry 20’, 30’, 68’ Senderos 22’ Pires 45+2’ Gilberto Silva 59’ Hleb 84’ | Marcatori |  |

| Arbitro: | Wiley |

|             |           |  |
| Beattie 13’ | Marcatori |  |

| Arbitro: | Halsey |

|                     |           |                                          |
| Henry 45’ Pires 89’ | Marcatori | 25’ Reo-Coker 32’ Zamora 80’ Etherington |

| Arbitro: | Riley |

|  |           |                        |
|  | Marcatori | 21’ Adebayor 63’ Henry |

| Arbitro: | Webb |

|                      |           |           |
| Gilberto Silva 90+3’ | Marcatori | 12’ Nolan |

| Arbitro: | Rennie |

|              |           |  |
| Pedersen 18’ | Marcatori |  |

| Arbitro: | Styles |

|  |           |                                          |
|  | Marcatori | 31’, 77’ Henry 35’ Adebayor 86’ Fàbregas |

| Arbitro: | Bennett |

|                |           |                 |
| Henry 21’, 83’ | Marcatori | 75’ Luis García |

| Arbitro: | Gallagher |

|                                 |           |  |
| Pires 12’ Adebayor 32’ Hleb 49’ | Marcatori |  |

| Arbitro: | Rennie |

|            |           |           |
| LuaLua 66’ | Marcatori | 36’ Henry |

| Arbitro: | Atkinson |

|                                                      |           |  |
| Adebayor 19’ Henry 25’, 46’ van Persie 71’ Diaby 80’ | Marcatori |  |

| Arbitro: | Poll |

|                     |           |  |
| Rooney 54’ Park 78’ | Marcatori |  |

| Arbitro: | Dean |

|                                 |           |             |
| Hleb 44’ Pires 76’ Bergkamp 89’ | Marcatori | 72’ Quashie |

| Arbitro: | Poll |

|             |           |                              |
| Sommeil 38’ | Marcatori | 30’ Ljungberg 78’, 84’ Reyes |

| Arbitro: | Bennett |

|           |           |           |
| Henry 84’ | Marcatori | 66’ Keane |

| Arbitro: | Gallagher |

|  |           |                                           |
|  | Marcatori | 29’ (aut.) Collins 40’ Fàbregas 43’ Henry |

| Arbitro: | Rennie |

|                                     |           |                           |
| Pires 8’ Henry 35’, 56’, 76’ (rig.) | Marcatori | 10’ Scharner 33’ Thompson |

### FA Cup
| Arbitro: | Atkinson |

|               |           |            |
| Pires 6’, 18’ | Marcatori | 87’ Jerome |

| Arbitro: | Dean |

|                    |           |  |
| Giannakopoulos 84’ | Marcatori |  |

### Football League Cup

#### Terzo turno
| Arbitro: | Messias |

|  |           |                                      |
|  | Marcatori | 61’ Eboué 67’, 87’ (rig.) van Persie |

#### Ottavi di finale
| Arbitro: | Mason |

|                                     |           |  |
| Reyes 12’ van Persie 42’ Lupoli 65’ | Marcatori |  |

#### Quarti di finale
| Arbitro: | Dowd |

|                                 |                      |                                      |
| McIndoe 2’ Green 104’           | Marcatori            | 63’ Owusu-Abeyie 120’ Gilberto Silva |
| McIndoe Roberts Heffernan Green | Tiri di rigore 1 – 3 | Gilberto Silva Cygan Larsson Hleb    |

#### Semifinale
| Arbitro: | Webb |

|              |           |  |
| Scharner 78’ | Marcatori |  |

| Arbitro: | Dowd |

|                           |           |              |
| Henry 65’ van Persie 108’ | Marcatori | 119’ Roberts |

### Community Shield
| Arbitro: | Webb |

|              |           |               |
| Fàbregas 64’ | Marcatori | 8’ 58’ Drogba |

### UEFA Champions League

#### Fase a gironi
| Arbitro: | Gilewski |

|                                   |           |              |
| Gilberto Silva 51’ Bergkamp 90+2’ | Marcatori | 53’ Ferreira |

| Arbitro: | Medina Cantalejo |

|               |           |                               |
| Rosenberg 71’ | Marcatori | 2’ Ljungberg 69’ (rig.) Pires |

| Arbitro: | Stark |

|  |           |                |
|  | Marcatori | 21’, 74’ Henry |

| Arbitro: | Sars |

|                               |           |  |
| Henry 23’ van Persie 81’, 86’ | Marcatori |  |

| Arbitro: | Batista |

|  |           |                  |
|  | Marcatori | 88’ (rig.) Pires |

| Londra 7 dicembre 2005, ore 20:45 CET 6ª giornata | Arsenal            | 0 – 0 referto | Ajax | Highbury (35 376 spett.)\| Arbitro: \| Iturralde González \| |
| Arbitro:                                          | Iturralde González |               |      |                                                              |

#### Fase a eliminazione diretta

##### Ottavi di finale
| Arbitro: | Farina |

|  |           |           |
|  | Marcatori | 47’ Henry |

| Londra 8 marzo 2006, ore 20:45 CET Ottavi di finale - Ritorno | Arsenal | 0 – 0 referto | Real Madrid | Highbury (35 487 spett.)\| Arbitro: \| Micheľ \| |
| Arbitro:                                                      | Micheľ  |               |             |                                                  |

##### Quarti di finale
| Arbitro: | Fröjdfeldt |

|                        |           |  |
| Fàbregas 40’ Henry 69’ | Marcatori |  |

| Torino 5 aprile 2006, ore 20:45 CEST Quarti di finale - Ritorno | Juventus | 0 – 0 referto | Arsenal | Stadio delle Alpi (50 000 spett.)\| Arbitro: \| Fandel \| |
| Arbitro:                                                        | Fandel   |               |         |                                                           |

##### Semifinale
| Arbitro: | Plautz |

|           |           |  |
| Touré 41’ | Marcatori |  |

| Villarreal 25 aprile 2006, ore 20:45 CET Semifinale - Ritorno | Villarreal | 0 – 0 (0-1 agg.) referto | Arsenal | El Madrigal (22 000 spett.)\| Arbitro: \| Ivanov \| |
| Arbitro:                                                      | Ivanov     |                          |         |                                                     |

##### Finale
| Arbitro: | Hauge |

|                        |           |              |
| Eto'o 76’ Belletti 80’ | Marcatori | 37’ Campbell |

## Statistiche

### Statistiche di squadra
| Competizione     | Punti | In casa | In casa | In casa | In casa | In casa | In casa | In trasferta | In trasferta | In trasferta | In trasferta | In trasferta | In trasferta | In campo neutro | In campo neutro | In campo neutro | In campo neutro | In campo neutro | In campo neutro | Totale | Totale | Totale | Totale | Totale | Totale | DR  |
| Competizione     | Punti | G       | V       | N       | P       | Gf      | Gs      | G            | V            | N            | P            | Gf           | Gs           | G               | V               | N               | P               | Gf              | Gs              | G      | V      | N      | P      | Gf     | Gs     | DR  |
| ---------------- | ----- | ------- | ------- | ------- | ------- | ------- | ------- | ------------ | ------------ | ------------ | ------------ | ------------ | ------------ | --------------- | --------------- | --------------- | --------------- | --------------- | --------------- | ------ | ------ | ------ | ------ | ------ | ------ | --- |
| Premier League   | 67    | 19      | 14      | 3       | 2       | 48      | 13      | 19           | 6            | 4            | 9            | 20           | 18           | -               | -               | -               | -               | -               | -               | 38     | 20     | 7      | 11     | 68     | 31     | +37 |
| FA Cup           | -     | 1       | 1       | 0       | 0       | 2       | 1       | 1            | 0            | 0            | 1            | 0            | 1            | -               | -               | -               | -               | -               | -               | 2      | 1      | 0      | 1      | 2      | 2      | 0   |
| League Cup       | -     | 2       | 2       | 0       | 0       | 5       | 1       | 3            | 1            | 1            | 1            | 5            | 3            | -               | -               | -               | -               | -               | -               | 5      | 3      | 1      | 1      | 10     | 4      | +6  |
| Community Shield | -     | -       | -       | -       | -       | -       | -       | -            | -            | -            | -            | -            | -            | 1               | 0               | 0               | 1               | 1               | 2               | 1      | 0      | 0      | 1      | 1      | 2      | -1  |
| Champions League | -     | 6       | 4       | 2       | 0       | 8       | 1       | 6            | 4            | 2            | 0            | 6            | 1            | 1               | 0               | 0               | 1               | 1               | 2               | 13     | 8      | 4      | 1      | 15     | 4      | +11 |
| Totale           | -     | 28      | 21      | 5       | 2       | 63      | 16      | 29           | 11           | 7            | 11           | 31           | 23           | 2               | 0               | 0               | 2               | 2               | 4               | 59     | 32     | 12     | 15     | 96     | 43     | +53 |

### Andamento in campionato
| Giornata  | 1 | 2 | 3 | 4 | 5  | 6 | 7 | 8 | 9 | 10 | 11 | 12 | 13 | 14 | 15 | 16 | 17 | 18 | 19 | 20 | 21 | 22 | 23 | 24 | 25 | 26 | 27 | 28 | 29 | 30 | 31 | 32 | 33 | 34 | 35 | 36 | 37 | 38 |
| --------- | - | - | - | - | -- | - | - | - | - | -- | -- | -- | -- | -- | -- | -- | -- | -- | -- | -- | -- | -- | -- | -- | -- | -- | -- | -- | -- | -- | -- | -- | -- | -- | -- | -- | -- | -- |
| Luogo     | C | T | C | T | T  | C | T | C | T | C  | T  | C  | T  | C  | T  | T  | C  | T  | C  | T  | C  | C  | T  | C  | T  | C  | T  | T  | C  | C  | T  | C  | T  | C  | T  | C  | T  | C  |
| Risultato | V | P | V | P | P  | V | N | V | P | V  | N  | V  | V  | V  | P  | P  | P  | V  | V  | N  | N  | V  | P  | P  | V  | N  | P  | V  | V  | V  | N  | V  | P  | V  | V  | N  | V  | V  |
| Posizione | 3 | 9 | 7 | 9 | 10 | 7 | 8 | 8 | 9 | 9  | 9  | 7  | 4  | 3  | 5  | 6  | 8  | 7  | 6  | 6  | 5  | 5  | 5  | 8  | 5  | 5  | 7  | 5  | 5  | 5  | 6  | 5  | 5  | 5  | 5  | 5  | 5  | 4  |

Legenda:

Luogo: C = Casa; T = Trasferta. Risultato: V = Vittoria; N = Pareggio; P = Sconfitta.